# Жабно
Жабно (пол. Żabno) — місто в південній Польщі, на річці Дунаєць.
Належить до Тарновського повіту Малопольського воєводства.

## Географія
Містом протікає річка Жабниця.

## Демографія
Демографічна структура станом на 31 березня 2011 року:
|          | Загалом | Допрацездатний вік | Працездатний вік | Постпрацездатний вік |
| -------- | ------- | ------------------ | ---------------- | -------------------- |
| Чоловіки | 2073    | 389                | 1445             | 239                  |
| Жінки    | 2187    | 396                | 1352             | 439                  |
| Разом    | 4260    | 785                | 2797             | 678                  |